# Carnaval de Québec
Pour les articles homonymes, voir Festival de la neige.
Le Carnaval de Québec se tient chaque année dans la Ville de Québec au Québec.

## Histoire du Carnaval
La tradition de fêter de la fin janvier jusqu’à la mi-février date de colonisation de l'Amérique du Nord. Le travail des champs étant impossible, les gens avaient l'habitude de se réunir et de fêter.  À Québec, le premier grand carnaval d’hiver a vu le jour en 1894. Une population souvent éprouvée par les rigueurs hivernales met alors sur pied une fête des neiges afin de réchauffer les cœurs. Interrompu par la Première Guerre mondiale, la Seconde Guerre mondiale et la Grande Dépression de 1929, le Carnaval resurgit sporadiquement jusqu’à la deuxième moitié du siècle.
En 1955, lors du mandat du maire Wilfrid Hamel (1953-1965), dans une perspective de développement économique de la Vieille Capitale, un groupe de gens d’affaires relance la fête pendant la saison creuse de la mi-février, avant le début du carême. Le carnaval avait pour but d'attirer les touristes et capitaux étrangers à la ville de Québec. La première édition du Carnaval d’hiver de Québec a lieu en 1955, c'est alors que le Carnaval de Québec a choisi le port de la ceinture fléchée comme symbole culturel; et depuis, le Carnaval de Québec est devenu une manifestation importante pour la population de Québec et un moteur de l’activité touristique hivernale dans la ville. On estime les retombées de plusieurs dizaines de millions de dollars.

## Bonhomme Carnaval
Bonhomme est le représentant officiel du Carnaval de Québec. Blanc comme neige, vêtu de la tuque rouge et de la ceinture fléchée associée aux Canadiens-Français, Bonhomme se veut une incarnation de la joie de vivre des Québécois.
Bonhomme a fait sa première apparition publique devant la porte St-Louis le 9 janvier 1955 pour inviter la population à fêter les trois semaines précédant le Carnaval. C'est également à ce moment que Wilfrid Hamel, le maire de la ville de Québec de l’époque, lui remit pour la première fois les clés de la ville. Encore aujourd’hui, le maire de Québec remet les clés de la ville à Bonhomme pour lancer les festivités. Ce geste fait de Bonhomme un symbole des réjouissances et du tourisme hivernal partout à travers le monde.

## Les traditions du Carnaval
Le port du rouge, les chansons carnavalesques, la ceinture fléchée, l’Effigie de Bonhomme et le caribou qui met dans l'ambiance sont autant de traditions qui remontent aux origines du Carnaval de Québec, sinon d'encore plus loin.

### La ceinture fléchée
Si la ceinture fléchée demeure présente dans la société québécoise aujourd’hui, c’est en bonne partie grâce au Carnaval de Québec. Au 19e siècle, cette ceinture servait à serrer les manteaux à la taille afin d’empêcher le froid de s’y engouffrer. Elle pouvait également soutenir le dos pendant l’effort.
Plusieurs croient que la technique du fléché est d’origine autochtone alors que c’est plutôt un tissage aux doigts d’origine canadienne-française. Les autochtones ont, pour leur part, contribué à la préservation de la ceinture fléchée en échangeant leurs fourrures pour se la procurer. La technique du fléché québécois est unique au monde, formant des flèches plutôt que les chevrons résultant de la technique universelle. 
Yvette Michelin et Adèle Roy ont employé la technique traditionnelle du tissage aux doigts pour confectionner la ceinture qu'arbore le Bonhomme Carnaval en 1980. 

### La trompette
Ces longues trompettes rouges ou bleues animent le parcours des Défilés de nuit du Carnaval de Québec. Elle peut produire jusqu’à 114 décibels.

### Le Caribou
À ne pas confondre avec le cousin québécois du renne (un cervidé arctique), le Caribou est une boisson alcoolisée qui fut originellement popularisée à la Voûte Chez Ti-Père (1964-1990) sur la rue Sainte-Thérèse. Il fut l'une des figures emblématiques du Carnaval lors des années 1970 et 1980. Il s'agit d'un mélange de porto, de sherry, de vodka et de brandy.

## L'Effigie - laissez-passer officiel du Carnaval
L’Effigie est l’un des principaux moyens de financement du Carnaval de Québec. Elle est requise pour accéder à la plupart des sites et activités de la fête. 
L’Effigie est toujours à l’image de Bonhomme Carnaval et se renouvelle chaque année. Les carnavaleux la portent  comme un pendentif sur leur manteau tout au long de l’événement.
L’effigie est obligatoire pour accéder aux sites du Carnaval (pour les 12 ans et plus). En 2023, le coût de l'effigie était 15$ (plus taxes) en prévente et à 25 $ (plus taxes) en vente régulière. 
En 2025, le coût de l’effigie du Carnaval est 25$ en prévente et 39$ par la suite. Le Carnaval est gratuit pour les enfants de 12 ans et moins.  
De plus, elle est 100% québécoise (conçue, fabriquée et ensachée au Québec). L'Effigie est faite de tubulures d'érablière recyclée. 

## Activités et événements de la programmation
Voici un aperçu de la programmation du Carnaval de Québec :

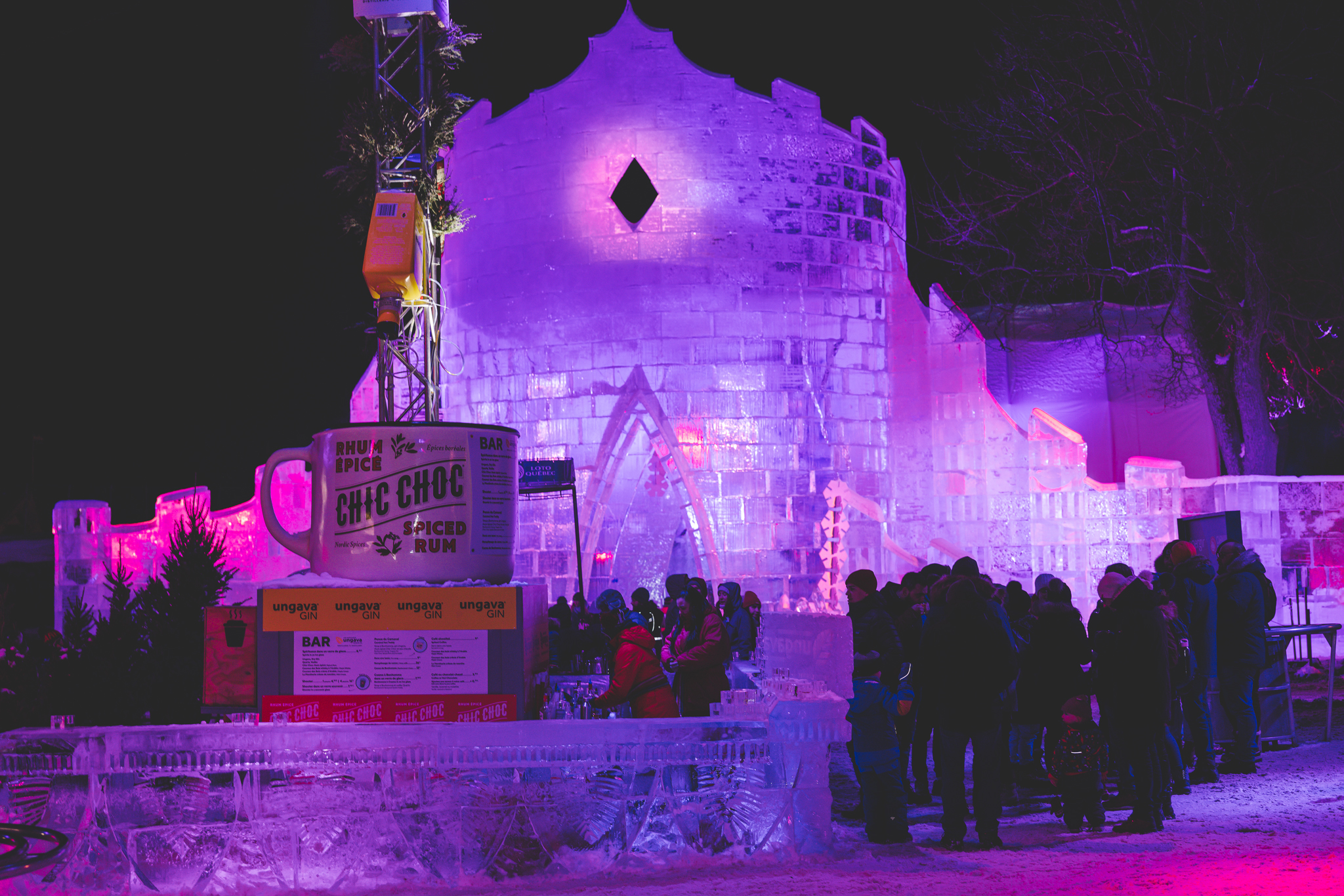
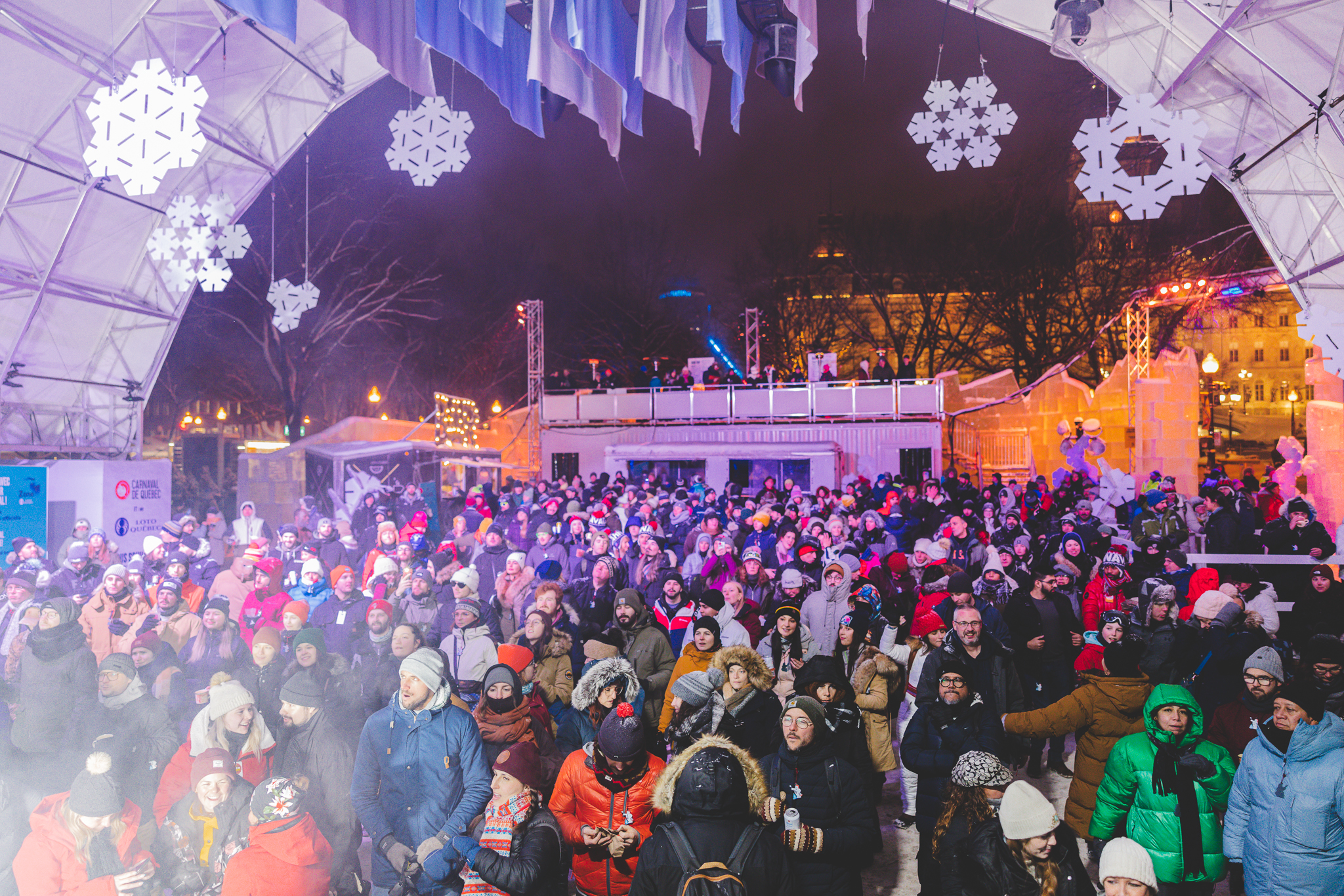
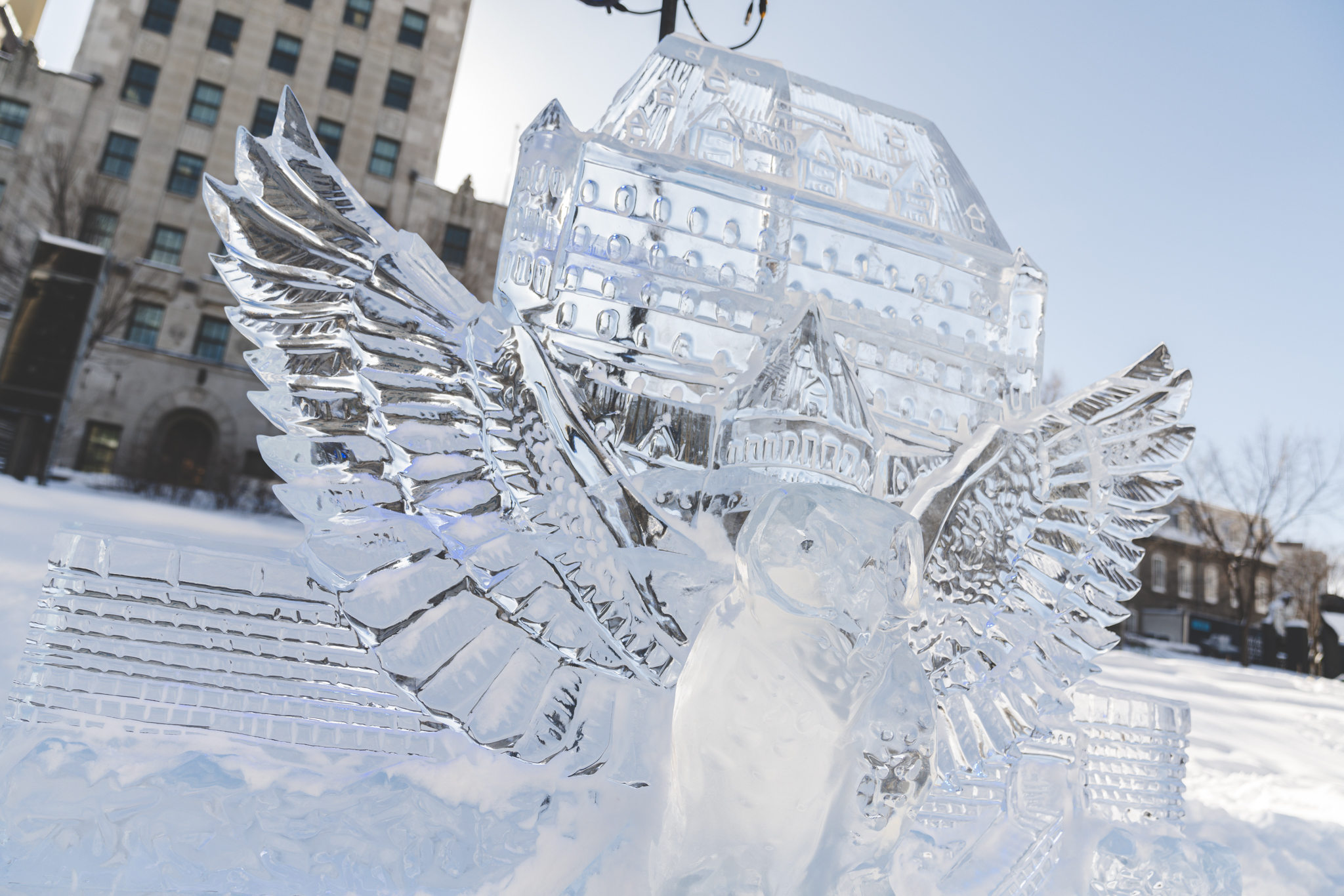
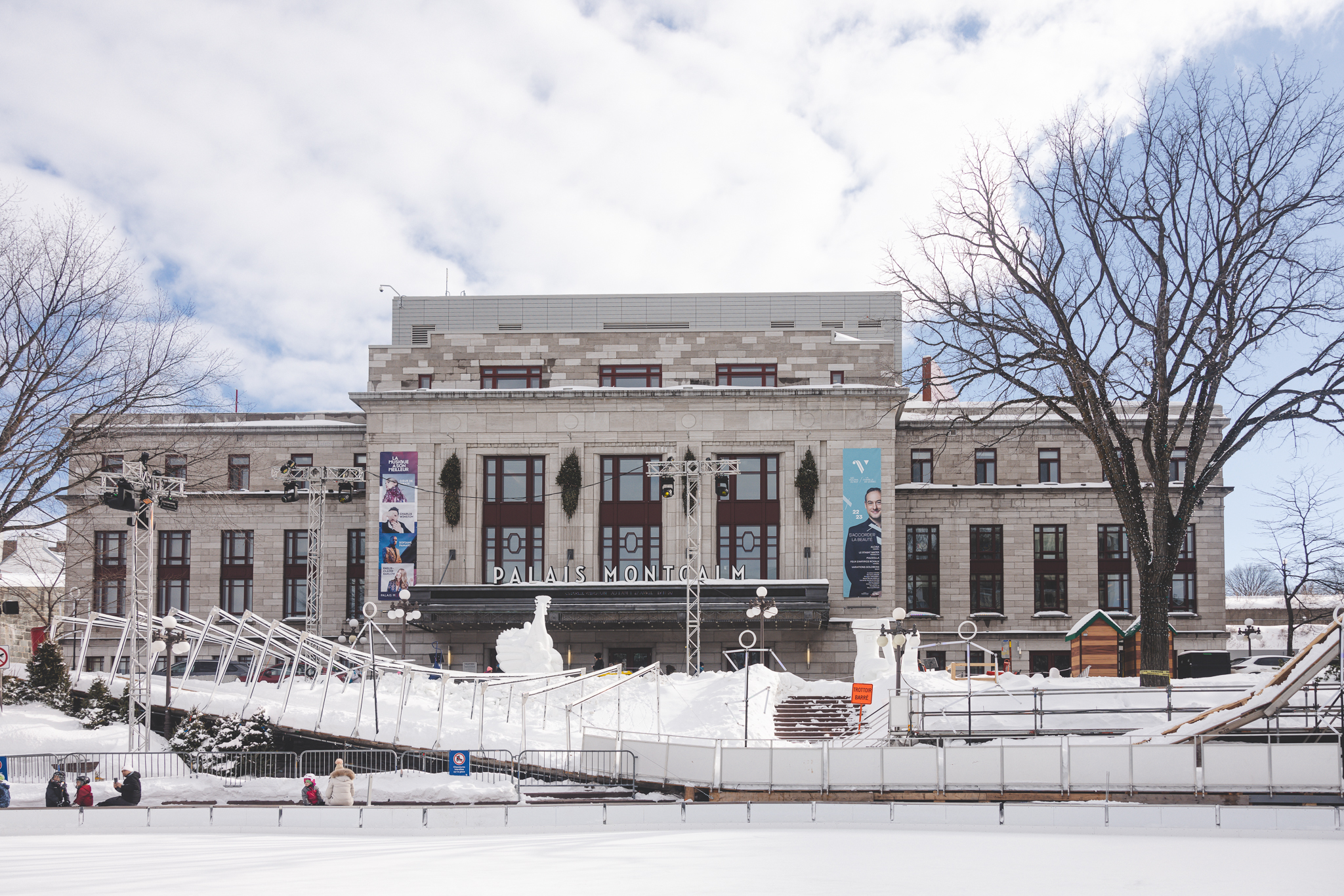

- Défilés de nuit : sont présentés les deux samedis soir du Carnaval, soit dans la Basse-Ville et dans la Haute-Ville de Québec. Il s’agit d’une expérience innovante et diversifiée qui implique la participation de la communauté artistique de Québec.
- Palais de Bonhomme : depuis 1955, un imposant Palais de glace est construit afin de loger Bonhomme Carnaval et peut être visité par les carnavaleux. Situé originellement à place d'Youville, il fut construit face à l'édifice du Parlement de 1973 à 2011. En 2012, on le construit sur les plaines d’Abraham. Il sera de retour en face du Parlement dès 2014. À ses débuts, on le fabriquait de blocs de glace, puis de 1979 à 1992, on utilisa de la neige pour finalement revenir à la glace en 1993. ce sont plus de 2 000 blocs de glace pesant chacun 300 livres qui sont sculptés chaque année. En 2023, il était situé au cœur de la Zone Loto-Québec, toujours à la place de l'Assemblée-Nationale.
- Camping de Bonhomme Vidéotron : situé au parc de la Francophonie, cet espace permet à Bonhomme de réaliser son rêve de faire du camping en hiver avec ses Carnavaleux! On y retrouve le Kart Aventure Vidéotron, un mont de glace d’environ 30 pieds permettant de pratiquer l’escalade sur glace, le Rallye des Gnomes, une piscine de balles sous un igloo géant et de nombreux spectacles.
- La Course en canot à glace gouvernement du Québec : entre Québec et Lévis sur le fleuve glacé la course en canot est une des activités traditionnelles du Carnaval. Maintenant considéré comme un sport extrême de compétition, le canot à glace a été pendant longtemps un élément essentiel dans la vie des insulaires et des riverains du fleuve Saint-Laurent. Pendant l'hiver, c'était le seul moyen de transport et de communication entre les deux rives. Présentée chaque année depuis 1955, la Course en canot fait partie des activités qui attirent les plus grandes foules. Fonctionnement : en équipe sur des canots de grandes dimensions, les participants doivent rivaliser d’agilité et d'endurance afin de faire l'aller-retour entre les deux rives, soit une distance de 3,2 km sur le fleuve. Lorsque le fleuve est en eaux libres et les conditions sont idéales, l'épreuve peut être complétée en aussi peu que 23 minutes. Cependant, lorsque les glaces jonchent le fleuve et que les conditions météo sont mauvaises, les participants devront tirer leur canot sur les glaces, pagayer et éviter de se faire emporter par le courant.
- Le Bain de neige St-Hubert : est l'occasion pour les spectateurs frileux d'assister à une étrange tradition du Carnaval où des audacieux en maillot de bain se baigneront dans la neige à des températures pouvant atteindre les −20 °C. La préparation pour les sorties se fait par un réchauffement musculaire, il n'y a pas de sauna, c'est donc tous ensemble qu'ils participent à un entraînement cardio. Les groupes font trois « baignades » à des intervalles différents selon leurs expériences et leurs volontés.
- Le déjeuner western de Calgary, ville jumelée avec la ville de Québec : est offert gratuitement en plein air et offre une véritable expérience western puisqu'il est composé de crêpes, saucisses, jus et café. Environ 5 000 déjeuners y sont servis chaque année.
- La Glisse urbaine : située à Place d'Youville, les Carnavaleux peuvent descendre sur des chambres à air sur près de 500 pieds, avec un dénivelé de plus de 50 pieds et des virages inclinés de type « bobsleigh », en partant des Fortifications-de-Québec, à proximité de la Porte Kent.
- La Virée des Sculptures Banque Scotia : permet de voir une centaine de sculptures de neige et de glace à travers divers quartiers de la ville : Vieux-Québec, Grande Allée, Saint-Jean, Montcalm, Limoilou, Saint-Roch, Saint-Sauveur, Petit Champlain, Maguire, Lebourgneuf et en nouveauté en 2023, le secteur du Trait-Carré et de l’avenue Myrand.
- Les Événements partenaires : ont effectué un grand retour dans quatre arrondissements de la Ville de Québec (Beauport, Charlesbourg, La Cité-Limoilou et Sainte-Foy–Sillery–Cap-Rouge), en plus de l’Île d’Orléans et de la Ville de Lévis. Plus de 30 partenaires ont participé à ce grand déploiement carnavalesque.
- Les Soirées musicales :  Les carnavaleux peuvent assister à 5 soirées musicales sous un immense dôme, conçu entièrement au Québec. Au programme, en 2023, les festivaliers ont pu assister à la Soirée Électro-Frette Vidéotron, à la Soirée New-Country Loto-Québec, à la Soirée Hip-Hop et à la Soirée Après-Défilé Caliente. Notons les présences d'Alex Sensation, Matt Lang, Koriass, Domeno, et plusieurs autres. En 2025, des artistes tels que Sara Dufour, Souldia, Karma Kameleons et Capozzi sont montés sur la scène Loto-Québec lors de cette 71e édition du Carnaval[4].
- La descente en rappel du Château Frontenac : une nouvelle activité offerte en 2025[4].

### Anciennes activités
- Le Tournoi international de hockey pee-wee de Québec

- L'International de sculpture sur neige Le Carnaval de Québec a toujours été l'occasion pour les habitants de la ville de Québec de décorer certaines rues de sculptures de glace, la plus connue étant la rue Sainte-Thérèse.  Jusqu'en 1973, l'International de sculpture sur neige mettait à l'épreuve les talents d'une vingtaine d'équipes provenant de pays différents afin de créer des œuvres monumentales jugées par le public et un jury. Dès 1974, un volet canadien permet à des représentants de chacune des provinces et territoires du Canada de se mesurer, et à partir de 1982, un volet québécois permet à des équipes provenant des différentes régions du Québec de faire de même. De plus, le volet de la relève permet à des étudiants en arts de niveau collégial et universitaire de participer à la compétition.

- La Bougie du Carnaval Jusqu'en 2018, la Bougie était l'une des principales activités de financement du Carnaval de Québec. La cire de certaines de ces Bougies était teintée en son centre d'une couleur particulière permettant de remporter des prix.
- Bal de Bonhomme / de la Reine Cette activité mondaine avait lieu dans la grande salle de bal du Château Frontenac et rassemblait plusieurs centaines de convives.
- Bal de la Régence Un rappel de la Régence au Québec entre 1715 et 1723. La salle de bal du Château Frontenac accueillait plus d’une centaine d’invités revêtant des costumes d’époque. C’était l’occasion d’accueillir des invités de marque. La princesse Grace de Monaco a présidé le bal de 1969.
- Brunch du Bonhomme Il s'agissait d'un brunch ouvert au public, où Bonhomme Carnaval venait visiter les gens.
- Derby Il s'agissait d'une course à obstacles dans la neige avec des chevaux attelés.
- Encan du Carnaval  Jusqu'en 2018, l'Encan était un moyen de financement du Carnaval de Québec. Différents lots étaient offerts par des entreprises de la région de Québec permettant au public de faire leur offre.
- Place Desjardins était située sur les plaines d'Abraham. Plusieurs activités pour petits et grands y étaient organisées :
  - Glissades sur neige
  - Initiation au ski alpin
  - Jeu de soccer géant (ou les participants forment un baby-foot humain)
  - Promenades en carrioles
  - Promenades en traîneau à chiens
  - Bistro du Carnaval
  - Sculptures sur neige
  - Spas
- La course des tacots Une course de chars artisanaux dans la rue.

## Thèmes

### Années 1970
- En 1972, le thème était "Un Carnaval pour tout le monde"

### Années 1990
- En 1990, le thème était "Au cœur du monde"
- En 1991, le thème était "Pour apprivoiser l'Hiver"

### Années 2000
- En 2005, le thème était « Le Carnaval s'enflamme ».
- En 2006, le thème était « Le Carnaval surprend ».
- En 2007, le thème était « Le Carnaval vous met au défi ».
- En 2008, le thème était « Le Carnaval donne le ton ».
- En 2009, le thème était « Le Carnaval vous entraîne dans la mascarade ».

### Années 2010
- En 2010, le thème était « Le Carnaval vous fait danser ».
- En 2011, le thème était « Le Carnaval, le vrai jeu d'hiver ».
- En 2012, le thème était « Le Carnaval montre ses couleurs ».
- En 2013, le thème était « Le Carnaval, la star de l'hiver ».
- En 2014, le thème était « Complètement Carnaval ».
- En 2015, le thème était « Le monde de Bonhomme ».
- En 2016, le thème était « Mon Carnaval ».
- En 2019, le thème était «Rafraîchissant Carnaval»

### Années 2020
- En 2020, le thème était « Plus fort que le frette ».
- En 2021, le thème était « Frette pas frette, j'y vais ».
- En 2022, le thème était «Sors ton fou».
- En 2023, le thème était « Énerve-toi l'pompon ».
- En 2024, le thème était « Déguédine pis sors !».
- En 2025, le thème est "Enweille Dehors"

## Reines et duchesses
Les duchesses furent présentes au Carnaval de 1955 à 1996. Après un arrêt de 17 ans, elles ont fait un retour de 2014 à 2018. Au début, les duchesses représentaient des groupes de personnes mais dès 1957, elles représentent des secteurs de la grande région de Québec. Le 23 mai 2018, il a été annoncé que les duchesses ne reviendraient pas dans les festivités du Carnaval de Québec.

## Statistiques
En 2014, environ 1 400 bénévoles participent à l'organisation et à la présentation du Carnaval.

### Visiteurs
- En 1964, 260 000 personnes visitent Québec à l’occasion du Carnaval.
- En 1994, Québec accueille plus de 500 000 visiteurs, dont plus de 20 % proviennent de l’extérieur du Québec, principalement des États-Unis et d’Europe.
- En 2008, on estime que environ 1,2 million de touristes visitent la ville de Québec à l’occasion des festivités du 400e[7].
- En 2017, le nombre de jours de visite s’élève à plus de 425 000.
- En 2018, l’événement a enregistré plus de 530 000 jours de visite. Il s’agit d’une hausse de près 50% par rapport à l’édition 2016.

## Retombées
Le Carnaval d'hiver de Québec est le plus grand carnaval d'hiver au monde et se situe au troisième rang quant à la participation populaire parmi les grands carnavals du monde, derrière ceux de Rio de Janeiro et de La Nouvelle-Orléans.
En 2008, au total pour toutes les activités, on a compté près d'un million de participants. Le budget de l'événement était de 8,9 millions de dollars canadiens et provoque annuellement des retombées économiques directes de 48 millions de dollars canadiens. Plus d'une centaine de journalistes étrangers des presses écrites et électroniques couvrent l'événement chaque année. Le Carnaval représente, pour la région de la Capitale-Nationale, une source de notoriété touristique et un moteur économique important.

## Association
En 2005, le Carnaval de Québec s'est associé, au sein de l'Association des festivals urbains d'hiver, avec les festivals d'hiver de Toronto (WinterCity Festival (en)), d'Ottawa (Bal de Neige) et de Montréal (Montréal en lumière).  L'objectif de ce regroupement de festivals, qui ont des liens thématiques et géographiques, est de pouvoir mettre en commun les expertises et certains efforts comme la mise en marché au niveau international.

## Films
- Le Soleil a pas d'chance
- Geneviève

## Livres

### Documentaires
- Le Carnaval de Québec : une histoire d’amour de Georgette Lacroix, (Québécor, 1984)
- Le Carnaval de Québec : la grande fête de l’hiver de Jean Provencher, (Multimondes, 2003)
- La fièvre des festivals : saison 1, Télé-Québec

### Récit pour la jeunesse
- Carnaval ! Mardi gras ! Carnaval ! de François-Pierre Gingras (Essor-livres, 2022)